# Una cavalla tutta nuda
Una cavalla tutta nuda è un film del 1972 diretto Franco Rossetti, liberamente ispirato a novelle di Giovanni Boccaccio e Franco Sacchetti.

## Trama
Gulfardo de' Bardi e il suo amico Folcacchio Folcacchieri sono incaricati dal priore di Borgo d'Elsa di recare un'ambasceria al vescovo di Volterra. Durante il viaggio i due s'imbattono in una giovane e bella contadina di nome Gemmata, sposa di Niccolò. Folcacchio e Gulfardo fanno credere al marito ingenuo che possono trasformare Gemmata in cavalla e poi farle riavere di nuovo le sembianze umane. Folcacchio cerca di godersi la donna nella stalla, ma all'improvviso sopraggiunge Niccolò.